# I Wrote a Song
I Wrote a Song ist ein Lied der britischen Sängerin und Songwriterin Mae Muller. Mit dem Titel vertrat sie das Vereinigte Königreich beim Eurovision Song Contest 2023 in Liverpool.

## Hintergrund
Der Song wurde von Karen Poole, Lewis Thompson und Mae Muller selbst geschrieben und von Lewis Thompson und Alfred Parx produziert. Es handelt sich um einen Dancepop- beziehungsweise Synthpop-Song. Er beginnt mit einem Bläserintro, bevor der tanzbare Rhythmus einsetzt. Die Protagonistin beschreibt, wie sie eine Trennung dadurch verarbeitet, dass sie einen Song darüber schreibt und wie es ihr dadurch besser geht. Der ehemalige Partner wird hingegen geschmäht.
Der Song wurde am 9. März 2023 veröffentlicht und in der Show BBC Radio 2 Breakfast Show präsentiert. Muller kam in die interne Auswahl für den ESC, nachdem sie Aufnahmen in den BBC Maida Vale Studios gemacht hatte, eine Session für BBC Radio One.

## Beim Eurovision Song Contest
Das Vereinigte Königreich nahm mit dem Titel am 67. Eurovision Song Contest teil, der vom 9. bis 13. Mai 2023 stattfand. Es zählt zu den „Big Five“, also den Ländern, die automatisch fürs Finale qualifiziert sind. Dort kam der Titel mit 24 Punkten auf den vorletzten Platz (25).

## Kommerzieller Erfolg

### Chartplatzierungen
| ChartsChartplatzierungen     | Höchstplatzierung | Wochen |
| ---------------------------- | ----------------- | ------ |
| Vereinigtes Königreich (OCC) | 9 (9 Wo.)         | 9      |

### Auszeichnungen für Musikverkäufe
| Land/Region                  | Auszeichnungen für Musikverkäufe (Land/Region, Auszeichnung, Verkäufe) | Verkäufe |
| ---------------------------- | ---------------------------------------------------------------------- | -------- |
| Vereinigtes Königreich (BPI) | Silber                                                                 | 200.000  |
| Insgesamt                    | 1× Silber ·                                                            | 200.000  |